# 玉郎漫畫
玉郎漫畫是一本由香港玉郎集團所出版的香港漫畫，在1984年9月22日創刊，以雙週刊形式隔一個星期五晚出版，是從漫畫報演變出來的一本綜合漫畫雜誌；這本漫畫由當時玉郎集團的漫畫制作總監祁文傑監製，走輕鬆搞笑路線，內容也很多元化，除了主打的漫畫之外，還有一些明星專訪和娛樂新聞等，曾創下銷量達十萬本的佳績。
可惜在1987年，股票上市的玉郎集團因為香港股災，加上漫畫潮崩潰，而陷入財政危機。後來玉郎集團老闆黃玉郎更因為在1987年至1989年期間涉嫌商業犯罪而接受調查，終於在1990年被星島集團大幅收購。於是玉郎集團正式易名為文化傳信，而這本諧趣的漫画书一直出版至1992年9月19日第263期停刊。

## 主打單元

### 封面
每期均由阮大勇繪畫，人物造型會配合當時流行的電視劇、電影、娛樂、樂壇新聞以及「玉郎劇場」的主題；特色是必定有黃玉郎出現，而他可能是男、是女、老人甚至小孩。

### 明星專訪
每一期也會有由玉郎集團老闆黃玉郎親身出馬的【猛星專訪】，訪問對象都是當時得令的歌影視藝人，訪問內容的旁邊會加上他們自家設計的動作相片，另外還有一些搞笑的插畫，用連環圖的方式刊登；那些相片上很多時會有一些加工，好像會在額角畫上一滴汗水，眼下會加幾滴淚珠，畫些東西來使到那些插圖更加惹笑，增加讀者閱讀的趣味。早期專訪沒有限定期數，後期則固定分兩期刊出；與「玉郎劇場」輪流作封面主題。

### 玉郎劇場
由綽號「興豬」的漫畫家黃國興繪畫，主要是把當時得令的電影、電視劇等的故事改編成搞笑故事，好像是當年無綫電視的一齣關於學警的故事，由初出道的梁朝偉做主角的《新紥師兄》（香港名）就給他改編了成為「雞紥師兄」，真給他氣死，但也可以說是【玉郎漫畫】主打的重頭戲之一。再看其實玉郎劇場是通常跟那一期的封面對應，就是說如果那一期的封面是取材自甚麼的構圖，那麼那一期的玉郎劇場就是改編關於那個封面的故事；就好像上面說用了《新紥師兄》作改編題材，哪這一期的封面就是畫了一個穿著警察制服的、樣子傻傻的漫畫梁朝偉看著漫畫黃玉郎敬禮，十分可愛攪笑。一般來講，玉郎漫畫的封面都是出自畫風有趣，也很像真的漫畫家阮大勇手筆。

### 太公報
由香港漫畫家甘小文製作，一個模仿報紙形式刊載的專欄，僅據書中間的兩頁；裡面有插圖和文字，內容極盡無厘頭和粗俗。
甘小文對於粗口文化有著蠻多的創作意念，其偏好以粗口字來「玩諧音」，又喜歡借用被譽為「廟街歌王」的尹光之歌曲名字來做題材，例子有《數毛毛》，《數波波》等；他也會常常拿自己或者是其他人的相片，又或是工作上的生活照來玩，好像他會把公司聯歡聚餐的相片弄成連環圖模樣，在那些人上面加上一塊塊的發言框（最多就是找他的老闆黃玉郎來弄一番），然後改編成笑料對白，配合當時相中人的動作和加了工的表情，看得人捧腹大笑；有一個常作犧牲品的人，他的大頭証件相片每一次都給他加工變成不同的形像，有時候是光頭，有時候流著口水，有時眼睛變得很猥瑣…，總而言之要把這個叫做「陳卓球」，又叫「咸球」的角色弄到不像人形，笑料百出才罷休。
此外，在他筆下的人物可說是揶諭加上醜化的佼佼者，出名的有以下這幾位：
- 留著兩邊師爺鬚，戴著一副圈圈眼鏡的「矇眼堅」、
- 臉型四四方方加一副圓圓眼鏡，眼睛咪成兩條線樣子的「四方果」、
- 頂上鬈毛兩邊平青頭，臉型倒三角，鼻子兩邊幾條毛毛活像一隻老鼠樣子的「老鼠龍」、
- 穿著舊式中國女裝衣服，胖胖腫腫說話很大聲的「肥婆四」，
- 還有跟肥婆四很要好的姊妹，瘦瘦長長生有一對大哨牙的「哨牙珍」，
- 不可以不提那個到今天也有在甘小文寫報紙漫畫的專欄裡出現的主角，整個人黑黑的跟墨汁一樣，只是看見眼睛跟口，據聞是係來自非洲的「黑鬼德」…等；

看著這些漫畫活寶貝每次在紙上諷刺時弊，說著粗口諧音說三道四的，再加上其它似是而非、俗中好像也帶點意味、猥瑣之中還要隱隱意會的內容，成了當時大眾看【玉郎漫畫】的重點之一。

### 情若無花不結果
由香港浪漫漫畫家狄克編繪，每期都用細膩的筆觸勾畫出一段段有笑有淚的愛情故事，為每期完結的獨立式單元故事。

## 其他主要主筆
- 李志清
- 邱福龍
- 許景琛